# Paulos Faraj Rahho
Mar Paulos Faraj Rahho (20 de novembro de 1942 - fevereiro ou março de 2008) foi um religioso iraquiano. Ele foi arcebispo da Igreja Católica Caldeia de Mosul, norte do Iraque.
Rahho foi a atenção mundial em 2008, quando foi seqüestrado por homens armados e, posteriormente, encontrado morto em Mosul, um evento que atraiu a condenação do Vaticano e governos estrangeiros.